# 기본 대칭 다항식
가환대수학에서, 기본 대칭 다항식(基本對稱多項式, 영어: elementary symmetric polynomial)은 주어진 차수에 대하여, 이 차수의 모든 가능한 항들을 (계수 1로서) 정확히 하나씩 포함하는 다변수 대칭 다항식이다. 모든 대칭 다항식은 기본 대칭 다항식들로 유일하게 구성된다.

## 정의
차수 {\displaystyle k\in \mathbb {N} }에 대하여, {\displaystyle n}개의 변수 {\displaystyle x_{1},\dotsc ,x_{n}}에 대한 {\displaystyle k}차 기본 대칭 다항식은 다음과 같은 대칭 다항식이다.
{\displaystyle e_{k}(x_{1},\dotsc ,x_{n})=\sum _{1\leq i_{1}<i_{2}<\dotsb <i_{k}\leq n}x_{i_{1}}\dotsm x_{i_{k}}\in \mathbb {Z} [x_{1},\dotsc ,x_{n}]}
특히, {\displaystyle k>n}이라면 {\displaystyle e_{k}(x_{1},\dotsc ,x_{n})=0}이다. 즉, 0이 아닌 기본 대칭 다항식은 {\displaystyle e_{0},\dotsc ,e_{n}}이다. (항상 {\displaystyle e_{0}(x_{1},\dotsc ,x_{n})=1}이다.)

## 성질
임의의 가환환 {\displaystyle K}가 주어졌다고 하자. 그렇다면, {\displaystyle n}개의 변수에 대한 대칭 다항식의 가환환
{\displaystyle K[x_{1},\dotsc ,x_{n}]^{\operatorname {Sym} (n)}=\{p\in K[x_{1},\dotsc ,x_{n}]\colon \forall \sigma \in \operatorname {Sym} (n)\colon p(x_{1},\dotsc ,x_{n})=p(x_{\sigma (1)},\dotsc ,x_{\sigma (n)})\}}
을 정의할 수 있다. 이 경우, 기본 대칭 다항식을 통한 환 준동형
{\displaystyle K[y_{1},\dotsc ,y_{n}]\to K[x_{1},\dotsc ,x_{n}]^{\operatorname {Sym} (n)}}
{\displaystyle y_{i}\mapsto e_{i}(x_{1},\dotsc ,x_{n})}
을 생각할 수 있다. 이 환 준동형은 항상 가환환의 동형 사상이다.
다시 말해, 임의의 대칭 다항식
{\displaystyle p\in K[x_{1},\dotsc ,x_{n}]^{\operatorname {Sym} (n)}}
에 대하여,
{\displaystyle p(x_{1},\dotsc ,x_{n})=q(e_{1}(x_{1},\dotsc ,x_{n}),\dotsc ,e_{n}(x_{1},\dotsc ,x_{n}))}
이 되는 다항식 {\displaystyle q\in K[y_{1},\dotsc ,y_{n}]}이 유일하게 존재한다.

## 예
낮은 값의 {\displaystyle n}에 대한 기본 대칭 다항식은 다음과 같다.
{\displaystyle n=1}
{\displaystyle e_{0}(x)=1}
{\displaystyle e_{1}(x)=x}
{\displaystyle n=2}
{\displaystyle e_{0}(x,y)=1}
{\displaystyle e_{1}(x,y)=x+y}
{\displaystyle e_{2}(x,y)=xy}
{\displaystyle n=3}
{\displaystyle e_{0}(x)=1}
{\displaystyle e_{1}(x,y,z)=x+y+z}
{\displaystyle e_{2}(x,y,z)=xy+yz+xz}
{\displaystyle e_{3}(x,y,z)=xyz}
{\displaystyle n=4}
{\displaystyle e_{0}(x,y,z,w)=1}
{\displaystyle e_{1}(x,y,z,w)=x+y+z+w}
{\displaystyle e_{2}(x,y,z,w)=xy+yz+zw+wx+xz+yw}
{\displaystyle e_{3}(x,y,z,w)=xyz+yzw+zwx+wxy}
{\displaystyle e_{4}(x,y,z,w)=xyzw}

## 같이 보기
- 대칭 다항식
- 뉴턴 항등식
- 뉴턴의 부등식
- 매클로린의 부등식
- 대칭 함수
- 표현론 (수학)

## 참고 문헌
- Macdonald, I. G. (1995). 《Symmetric functions and Hall polynomials》 (영어) 2판. Clarendon Press. ISBN 0-19-850450-0.